# 李仲平
李仲平（1964年8月5日—），湖北安陆人，航天复合材料专家，中国工程院院士，中国运载火箭技术研究院航天材料及工艺研究所副所长、研究员。2022年6月，当选为中国工程院党组成员、副院长。

## 履历[1]
- 1986年，于北京航空学院毕业。
- 2013年，当选中国工程院院士。
- 2022年，当选中国工程院副院长。